# Kazimierz Serocki
Œuvres principales
- Sonate pour piano
- Sextuor Continuum pour percussions
- Concerto pour piano
- 2 symphonies
...
Kazimierz Serocki, né le 2 mai 1922 à Toruń et mort le 9 janvier 1981 à Varsovie, est un compositeur et pianiste polonais.

## Biographie
En 1946, Kazimierz Serocki sort diplômé de l'École de musique (en) de Łódź, où il étudie la composition avec Kazimierz Sikorski et le piano avec Stanisław Szpinalski. Il parfait sa formation à Paris entre janvier et juillet 1948, avec Nadia Boulanger (composition) et Lazare-Lévy (piano).
L'année suivante (1949), il fonde le Groupe 49 avec Jan Krenz et Tadeusz Baird. Avec ce dernier, il fonde en 1956 le Festival de musique contemporaine Automne de Varsovie (en).
Sa musique emprunte notamment au dodécaphonisme, aux techniques sérielle et aléatoire, ainsi qu'au jazz. On lui doit entre autres des pièces pour piano (dont une sonate), de la musique de chambre, des concertos (dont un pour piano), deux symphonies, de la musique vocale et des musiques de scène (dont quatre pour des pièces de William Shakespeare).
Il est également l'auteur d'une quinzaine de musiques de films (1949-1974, dont La Jeunesse de Chopin en 1952, avec Czesław Wołłejko dans le rôle-titre) et de quelques partitions pour des documentaires.

## Compositions (sélection)

### Pièces pour piano
- 1943 : Prélude et 2 mazurkas
- 1949 : 10 variations et fugue sur un thème original ; Les Cinq Nains, suite d'enfants ; Sonatine
- 1952 : Suite de préludes
- 1953 : Les Nains, sept miniatures pour enfants ; Danses miniatures
- 1955 : Sonate
- 1963 : A piacere

### Musique de chambre
- 1953 : Suite pour 4 trombones
- 1954 : Danse pour clarinette et piano ; Sonatine pour trombone et piano (+ version avec orchestre de 1974)
- 1959 : Improvisations pour quatuor de flûtes à bec
- 1966 : Sextuor Continuum pour percussions
- 1970 : Swinging Music pour clarinette, trombone, violoncelle (ou contrebasse) et piano
- 1971 : Fantasmagoria pour piano préparé et percussion
- 1973 : Impromptu fantasque pour 6 flûtes à bec, 3 (ou 6) mandolines, 3 (ou 6) guitares, 2 percussions et piano
- 1976 : Arrangements pour 4 flûtes à bec

### Musique pour orchestre

#### Concertos
- 1946 : Concertino pour piano
- 1950 : Concerto romantique pour piano
- 1953 : Concerto pour trombone
- 1974 : Concerto pour flûte à bec (Concerto alla cadenza per flauto a becco e orchestra)

#### Symphonies
- 1952 : Symphonie no 1
- 1953 : Symphonie no 2 Symphonie des chants (avec chœur mixte ; version avec soprano, baryton et chœur mixte de 1958)

#### Autres œuvres
- 1947 : Scherzo symphonique
- 1948 : Triptyque pour orchestre de chambre
- 1949 : 4 danses folkloriques pour petit orchestre
- 1950 : 3 études ; 3 tableaux symphoniques
- 1956 : Sinfonietta pour 2 orchestres à cordes (Sinfonietta per due orchestre d'archi)
- 1958 : Musica concertante pour orchestre de chambre
- 1959 : Épisodes pour orchestre à cordes et trois groupes de percussions
- 1961 : Segmenti
- 1964 : Fresques symphoniques
- 1967 : Forte et piano, musique avec 2 pianos
- 1970 : Dramatic Story
- 1972 : Fantasia elegiaca avec orgue
- 1977 : Cinq pièces Ad libitum
- 1978 : Pianophonie, avec piano et son électronique transformé

### Musique vocale
- 1949 : 3 mélodies de Kurpie pour petit chœur (sopranos et ténors) et 16 instruments
- 1951 : 3 chants pour chœur mixte a cappella ; Cantate Un maçon de Varsovie pour baryton, chœurs et orchestre ; Cantate de chambre Mazovie pour soprano, ténor, petit chœur (sopranos et ténors) et petit orchestre ; Chant de la paix pour voix et piano
- 1954 : Suites Opole et Chants de Sobótka pour chœur mixte a cappella
- 1956 : Au cœur de la nuit, cycle de 5 chants pour baryton et orchestre (+ version de 1958 pour baryton et piano)
- 1957 : Les Yeux de l'air, cycle de 5 chants pour soprano et piano (+ version de 1960 pour soprano et orchestre)
- 1966: Niobe, musique sur des extraits d'un poème de Konstanty Ildefons Gałczyński, pour deux récitants, chœur mixte et orchestre
- 1969 : Poèmes, cycle de 4 chants pour soprano et orchestre de chambre

### Musique de scène
- 1947 : Beaucoup de bruit pour rien de William Shakespeare (Varsovie)
- 1948 : Le Mariage de Figaro de Pierre-Augustin Caron de Beaumarchais (Lublin)
- 1962 : Le Roi Lear de William Shakespeare (Varsovie)
- 1965 : Dom Juan ou le Festin de Pierre de Molière (Varsovie)
- 1966 : Coriolan de William Shakespeare (Varsovie)
- 1972 : Comme il vous plaira de William Shakespeare (Varsovie)

### Musique de film
- 1949 : D'autres nous suivront (en polonais : Za wami pójdą inni) d'Antoni Bohdziewicz
- 1952 : La Jeunesse de Chopin d'Aleksander Ford
- 1954 : Les Chevaliers teutoniques d'Aleksander Ford
- 1954 : Les Cinq de la rue Barska d'Aleksander Ford
- 1974 : Plus fort que la tempête de Jerzy Hoffman